# Avenir valencien
Maillots
Actualités
Dernière mise à jour : 1 septembre 2024.
L'Avenir valencien est un club de rugby à XV français basé à Valence-d'Agen.
Le club évolue en Nationale 2 pour la saison 2023-2024.

## Histoire
Valence d'Agen remporte le championnat de France de troisième division et accède en deuxième division pour la première fois de son histoire.
Remonté en deuxième division, Valence est relégué au milieu des années 1970 et retrouve le deuxième division en 1978 après avoir atteint la finale du championnat de France de troisième division perdue contre La Seyne sur Mer.
Renforcé par l'ancien talonneur international Jean-Louis Dupont, Valence d'Agen progresse dans la hiérarchie.
Demi-finaliste du championnat de France groupe B en 1991, Valence-d'Agen accède à l'élite lors de la saison 1991-1992.
Il y reste quatre saisons avant d'être relégué en groupe A2 en 1996 lorsque l'élite est réduite de 32 à 20 clubs.
L'année suivante, il échoue à monter dans le top 20, battu en barrage par Béziers.
Valence-d'Agen joue encore en élite 2 en 1999 mais ne souhaite pas accéder au Pro D2 dont il ne peut pas répondre aux critères quand cette division devient professionnelle.

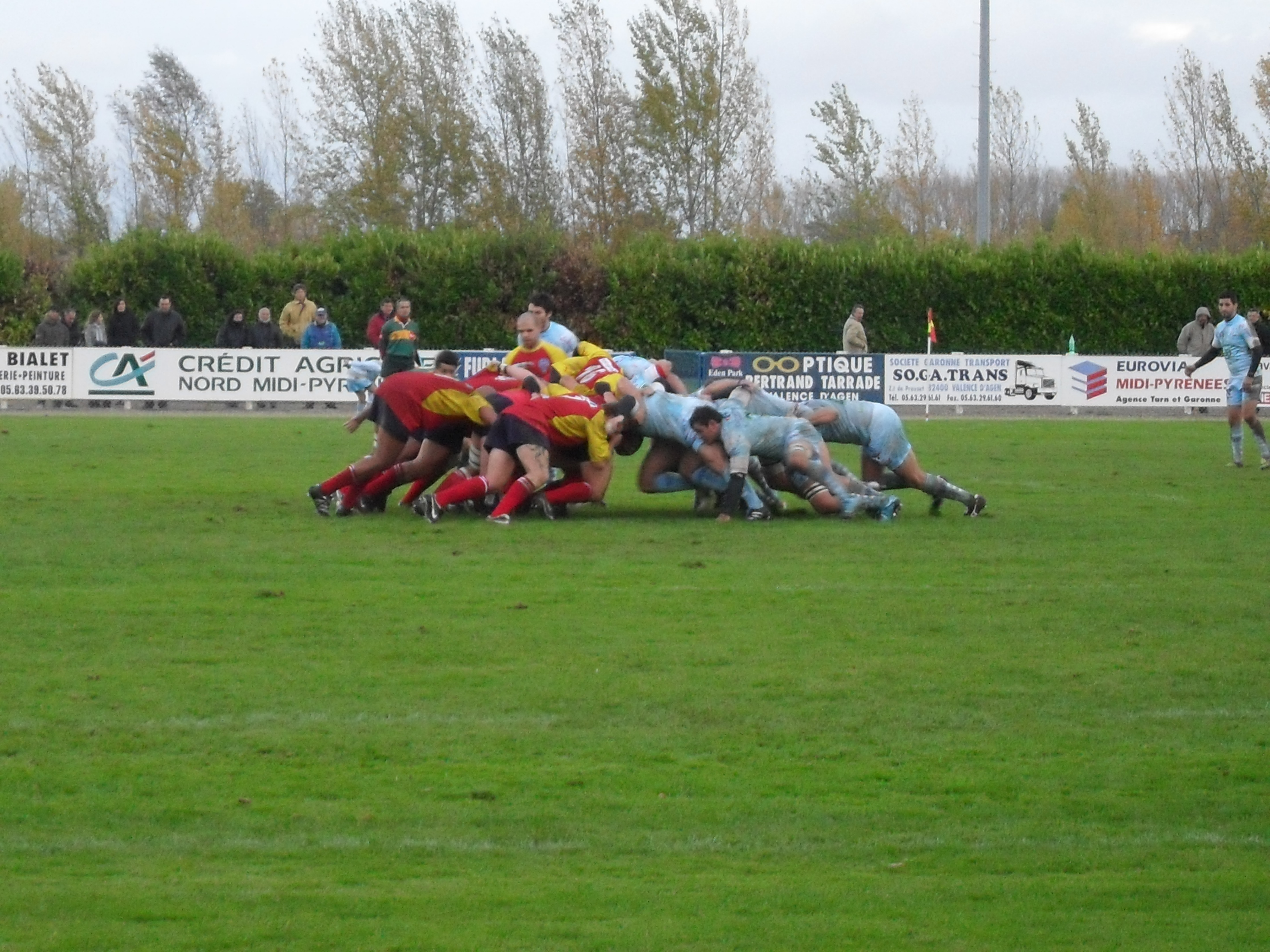
Mêlée entre l'Avenir valencien et l'UR Marmande Casteljaloux lors du championnat de Fédérale 1, le 8 novembre 2009.

Placé en Fédérale 1, le club redescend à l'étage inférieur le temps d'une saison en 2006-2007, avant de remonter immédiatement avec un titre de champion de France de Fédérale 2 à la clé.
En 2016, l'Avenir valencien est finaliste du Trophée Jean-Prat, où il s'incline face à Chambéry.
En 2023, l'Avenir valencien élimine en demi-finale de Fédérale 1 le Sporting club mazamétain (30-23) à Blagnac et se qualifie pour la finale. En finale, le club est défait par le Stade langonnais sur le score de 12 à 17. Le club est promu dans le championnat de Nationale 2 pour la saison 2023-2024.

## Palmarès

### Compétitions nationales
- Championnat de France de 3e division :
  - Champion (1) : 1964
  - Vice-champion (1) : 1977
- Championnat de France de Fédérale 1 :
  - Vice-champion (2) : 2016 et 2023
- Championnat de France de Fédérale 2 :
  - Champion (1) : 2007
- Challenge de l'Espérance :
  - Vainqueur (3) : 2001, 2010 et 2011
- Challenge de l'Essor :
  - Vainqueur (2) : 1983 et 2007

### Compétitions réserves et espoirs
- Championnat de France de Nationale B :
  - Vice-champion (2) : 1988 et 1993
- Championnat de France Espoir Fédéraux :
  - Vainqueur (1) : 2019

### Équipes de jeunes
- Championnat de France Juniors Reichel B :
  - Champion (1) : 1999

## Joueurs emblématiques
- Fabien Barcella
- Nicolas Durand
- Lionel Faure
- Christophe Guiter
- Marcel Laurent
- Cyriac Ponnau
- Konstantin Rachkov
- Sergueï Sergueïev
- Julien Lacombe
- Nasser Benamor
- Pascal Ancelin
- Anthony Tesquet
- Fabrice Soldan